# 朱慈炜
朱慈煒（1654年—1655年），明昭宗朱由榔第五子、母戴貴人。

## 生平
永曆八年（1654年）出生，永曆九年（1655年）九月去世，年仅十八月，追封諡為涪悼王。墓志銘由左春坊左諭德兼翰林院侍讀楊在撰写。涪悼王墓在貴州安龍縣城北門外五洞橋旁。1943年，三墓被发现，有墓志銘三方。1944年，安龍縣名勝古跡保管委員會修復三墓，另立墓碑三方於墓前，碑隸書陰刻，并於墓前建石亭一座，由縣人劉朗軒撰，韋杵書楹聯：「漠漠斜陽啼杜宇，萋萋芳草泣王孫」。文革中，三墓再次被毀。